# Disposición del motor
|                                                                                    |
| Motor Triumph V8 (arriba), resultado de combinar dos motores slant-four L4 (abajo) |

Existen varias formas de diseño, construcción y disposición del motor de combustión interna.

## Disposición de los cilindros

Ilustración de tres tipos de configuraciones: a: motor en línea (L), b: motor en (V), c: motor VR6.

### En V
En el motor en V los cilindros se agrupan en dos bloques o filas de cilindros formando una letra V que convergen en el mismo cigüeñal. En estos motores el aire de admisión es succionado por dentro de la V y los gases de escape expulsados por los laterales L y R.
Se usa en motores a partir de 2 cilindros como es el caso de muchas motocicletas, véase por ejemplo el típico motor Ducati, también existen V4 para motocicletas. En automóviles los V6 suelen ser los más comunes aunque ha habido V4 e incluso V5, ya que acorta la longitud del motor a la mitad. La apertura de la V varía desde 54° o 60° hasta 90° o 110° en función sobre todo del número de cilindros para tratar de homogeneizar el par lo máximo posible y anular las fuerzas alternas de segundo orden. Aunque las más habituales son 90° y 60° el motor VR6 de Volkswagen es un V6 de apenas 15º de apertura, lo cual permite reducir ligeramente la longitud del motor (en disposición transversal).
- Los motores con disposición en V más comunes son los siguientes:
  - V2
  - V6
  - V8
  - V10
  - V12

Existen también, aunque es muy poco frecuente, motores V5. Por ejemplo, el motor 2.3 del Seat Toledo de segunda generación tiene un motor V5.

### En L
Un motor en línea (abreviado L o también I para no confundirlo con el motor en L, un tipo de configuración de motor en V a 90°, con cilindros dispuestos horizontal y verticalmente) es aquel que tiene todos los cilindros alineados en una misma fila, sin desplazamientos. Por lo general está disponible en configuraciones de 2 a 8 cilindros.
Es el motor comúnmente más utilizado en automoción, con la configuración L4 ya que tiene como ventaja que es un motor bastante estable y sencillo.

### Cilindros en oposición
Existen tres tipos diferentes de motores con cilindros en oposición, comúnmente referidos al término en inglés flat-cylinder engine:
1. El motor bóxer, también conocido como el motor de cilindros horizontalmente opuestos, y
2. La disposición en V a 180°.
3. En aviación se emplean motores de cilindros opuestos, pero desfasados y se busca que el fallo de un cilindro genere las menores vibraciones posibles.

Se tiende a hablar indistintamente de estos tipos de motor con cilindros en oposición o a confundirlos entre sí. En Alemania, el término boxermotor es un grupo en el que el motor bóxer y el motor con V en 180° se toman como una misma disposición.

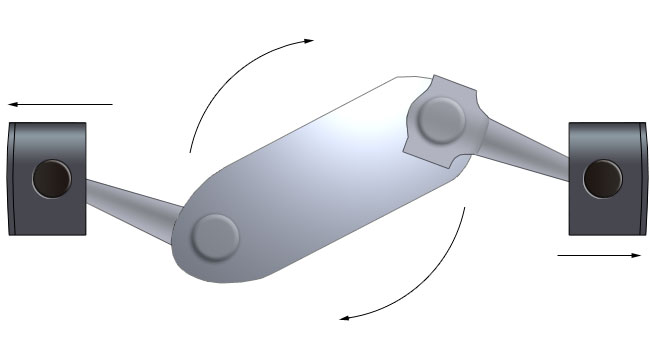
Diagrama de cilindros en oposición de un motor bóxer, patentado por primera vez por Karl Benz en 1896

- El motor bóxer, o motor de cilindros horizontalmente opuestos, es el utilizado en los Volkswagen Escarabajo, Volkswagen Kombi, el Porsche 911, y es muy usado actualmente por Subaru (en el Impreza, Legacy, etc.) y tienen por lo general entre 4 y 6 cilindros.
- El motor con V de 180º, de configuración muy similar al motor bóxer, es usado por algunas ediciones especiales de Ferrari y Alfa Romeo.

En los motores con cilindros horizontalmente opuestos (los que se usan comúnmente en aviación), el orden de encendido se ha distribuido de forma tal que los pistones en oposición no comparten la misma posición en el cigüeñal y todos están a destiempo: en el motor bóxer los pistones se alejan y acercan al tiempo del cigüeñal, y en la V de 180° los pistones confrontados se alejan a medida que el otro se acerca al cigüeñal.
La diferencia básica consiste en que ocasionalmente, los motores con V en 180° no usan un muñón largo como en el bóxer, sino que las bielas comparten la misma posición en el cigüeñal, haciendo que mientras un pistón se acerca al cigüeñal el otro se aleje, opuesto a lo que sucede en el bóxer en el que los pistones se alejan y acercan al mismo tiempo. La V de 180° se usa en motores de más de 8 cilindros donde ha resultado más efectiva, mientras que el bóxer se usa en pares con menos de 6 cilindros y por ello se han asociado mutuamente como un mismo tipo de disposición.
La ventaja de estos tipos de motores con cilindros en oposición es que tienen una altura menor y el centro de gravedad más bajo que el de sus pares en línea y en "V", su disposición es más compacta, y sus elementos, al ser de menor longitud, garantizan una mayor estabilidad. La principal desventaja de los motores bóxer es su mayor costo de desarrollo y fabricación porque necesita mayor cantidad de piezas. Presentan vibraciones mucho menores que los motores en línea, ya que el centro de masa permanece invariable a través de una revolución del motor; solo los momentos de segundo orden se mueven al girar el volante.
Los motores bóxer se han montado en motocicletas además de en coches, como por ejemplo en toda la saga de motocicletas BMW y en las motos Ural.
Mientras tanto y de forma menos exclusiva, los motores de cilindros horizontalmente opuestos se han usado desde finales de los años 1930 en miles de aeronaves pequeñas, y han sufrido ligeras mejoras al igual que todos los motores a pistón, tales como el sistema de inyección o los cada vez más eficientes sistemas de sobrealimentación. Sin embargo, son motores que presentan una configuración de válvulas en la culata (OHV) y una relativa baja compresión (usualmente 6.6:1) en comparación con motores de automoción modernos, ya que son usados bajo otro tipo de condiciones; así mismo, no se han producido motores de aviación que tengan turbocargador de geometría variable como se viene desarrollando desde mediados de la década de los ochenta para automóviles, y el ciclo diésel en estos motores se encuentra en fase experimental.

### Forma radial o en estrella
En este grupo se encuentran dos tipos de motores, ambos con disposición radial de los cilindros: los motores de tipo radial y los motores de tipo rotativo, utilizados ambos principalmente en los motores de aviación y como motores estáticos. La diferencia entre ambos consiste en que los motores de tipo radial mantienen el bloque fijo, girando el cigüeñal en su interior, mientras que los de tipo rotativo, el cigüeñal permanece fijo y es el bloque entero el que gira.

### Forma de H
También se encuentra la disposición en H, la cual es una especie de hibridación de dos motores con cilindros en oposición con el uso de dos cigüeñales, quedando una bancada por encima de la otra que generan potencia para un solo eje de transmisión intermedio entre los dos cigüeñales.

### Forma de W
Otra disposición es en W que es una especie de doble V combinada en tres o cuatro bancadas de cilindros y un cigüeñal, que data de la década de 1920, y son usadas en algunos vehículos modernos del Grupo Volkswagen, como el Audi A8, el Volkswagen Touareg, el Volkswagen Phaeton, o el Bentley Continental GT, que llevan un W12; mientras que el Bugatti Veyron tiene el W16.

## Orientación del motor
La orientación puede ser longitudinal o transversal, esto es que el eje del motor (cigüeñal) está colocado a lo largo o a lo ancho del sentido de circulación del vehículo respectivamente.
A principios del siglo XX, la orientación habitual era longitudinal ya que la tracción se enviaba del motor delantero al eje trasero mediante un eje cardán dispuesto de forma longitudinal. Esta disposición se mantuvo hasta cuando empezó a generalizarse la tracción delantera. Sin embargo, los automóviles de lujo y automóviles todoterreno suelen seguir utilizando motor longitudinal.

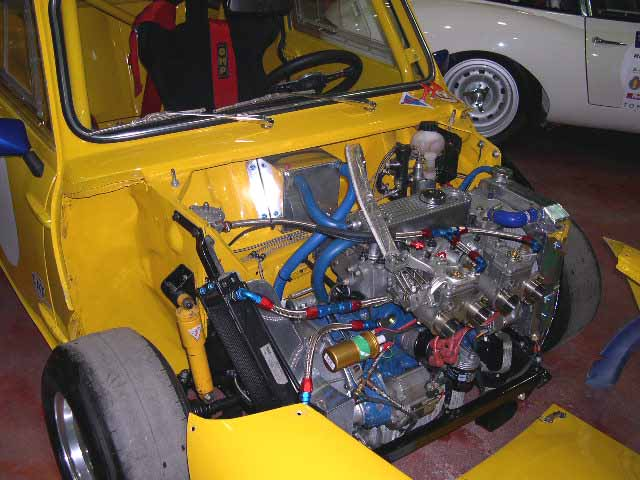
Un Mini Cooper, uno de los precursores del motor transversal.

El motor transversal permitió entre otros al Mini ahorrar bastante espacio en favor de los ocupantes y esta disposición es la más habitual hoy en día en los vehículos "todo adelante" (tracción y motor delanteros); esto permite que el habitáculo se encuentre en una posición más baja y cómoda al acceso, y también permite que el piso no se vea afectado por el espacio que ocupa el cardan de transmisión. La orientación transversal también se usa en automóviles con motor y tracción trasera aunque menos habitualmente, ya que la ganancia de espacio no es tan importante en un automóvil de esas características (que suele ser deportivo).
En los automóviles con tracción a las cuatro ruedas se usa un motor longitudinal y la tracción del eje delantero parte del eje de distribución o cardan, o se deriva un eje transmisor desde el eje delantero al trasero cuando se usa un motor transversal.

## Posición del motor

### Delantera
La posición del motor más habitual es al frente, lo que se conoce como motor delantero. Esta posición aprovecha mejor el espacio para pasajeros, ya que el giro de las ruedas restaría espacio si el maletero estuviese delante. Además permite una mejor refrigeración del motor, porque puede recibir el viento cuando avanza.

### Trasera
Los motores traseros se utilizan en automóviles deportivos como los Porsche 911 (también en los populares Volkswagen Escarabajo o en los Fiat 500, Cinquecento...), ya que la tracción mejora al cargar más peso sobre las ruedas motrices. Habitualmente hay que incorporar aberturas laterales para la refrigeración del motor.

### Central
Si el motor está entre los ejes delantero y trasero, su posición es central. Más precisamente, un motor central delantero se ubica por detrás del eje delantero y adelante del habitáculo, y un motor central trasero está detrás del habitáculo y por delante del eje trasero.
La disposición central del motor permite un reparto más equilibrado de masa entre los dos ejes, lo que requiere menor inercia para empezar y dejar de girar. Por eso se utiliza especialmente en automóviles de carreras.
La disposición central no es absolutamente central; lo que se intenta es que el motor esté entre los ejes, alargando el morro en los central-delanteros, o colocando el motor delante del eje trasero en los central-traseros colocando un maletero más largo.